# Paris Lait
Paris Lait était une entreprise de l'industrie agroalimentaire française située à Tournan-en-Brie en Seine-et-Marne. Cette société était spécialisée dans la transformation des laits crus réfrigérés pour l'obtention de yaourts et desserts sucrés à bas de lait. 

## Présentation
Le nom de « Paris Lait » provient de l’association de la capitale française ainsi que d’un jeu de mots émanant du dirigeant, faisant le « pari du lait » en Île-de-France. L’intégration d’arômes particuliers dans le yaourt a été permise grâce à son autre entreprise. Paris Lait comptait 56 employés. L’entreprise était présente en grande distribution dans tout le territoire français (Carrefour, Auchan, Cora, Casino, Leclerc) ainsi que chez les grossistes de la région parisienne (Odéon, Répertoire Culinaire, Ugalait, Transgourmet, Class'Croute, Fresh Food, etc.). 
Les transformations Paris Lait étaient commercialisées sous différentes marques, à savoir le Petit Gourmet pour les mousses au chocolat, Le Briard pour les yaourts, du nom de la région d'implantation, la Brie, Bon App'  pour la gamme Carrefour. Paris Lait exploitait également sa propre marque de produits Oh la vache !, composée entre autres d'un lait aromatisé.

## Historique
Créée en 1952 par M. Robert Gros, Paris Lait était anciennement appelée Société Fromagère de la Brie, et plus communément « la fromagerie Gros ».
De 1961 à 1982, l'entreprise a axé la transformation pour l'obtention de lait pasteurisé, de yaourt et de fromage blanc. La mousse au chocolat a, quant à elle, été fabriquée en 1996 et a obtenu le Label rouge en 2003.
Au bord de la liquidation judiciaire, l'entreprise fut rachetée le 2 avril 2011 par M. Christophe Gaudy, déjà propriétaire de la société IFS Concept Arôme.
En 2013, ne trouvant pas de financement nécessaire pour la survie de l’entreprise, M. Gaudy a lancé deux opérations de sauvetage de l’entreprise succinctes. La première a débuté en février 2013 faisant appel aux dons des citoyens,,. La seconde, ayant démarré un mois plus tard et nommée « opération vignette », fut destinée à informer et à mobiliser les consommations des transformations de Paris Lait à travers toute la France.
En parallèle, une communication active auprès des médias a été effectuée (radio, reportages, articles de presse),. Un appel à l'aide a également été effectué à l'attention de David Beckham,, durant cette même période. Cet appel à l'aide est relayé par Cécile Duflot en février 2013,,.
Malgré de nombreuses actions de communications, l’entrepreneur n’a finalement pas réussi à trouver les fonds nécessaires pour la survie de l’entreprise. Le 21 mai 2014, le tribunal de commerce annonce la liquidation de la dernière entreprise de transformation laitière d’Ile de France, avec le licenciement d'une cinquantaine d’employés.

## Liens Externes
- Site officiel
- [audio] Laurent Ruquier, « On va s'gêner », Interview de Christophe Gaudy, sur europe1.fr, Europe 1, 26 février 2013 (consulté le 20 mars 2013)